# Ромочевица

Нотариальная печать Ромочевицы, XVIII век

Ромочевица (укр. Ромочевиця) — село в Мукачевской городской общине Мукачевского района Закарпатской области Украины.
Население по переписи 2001 года составляло 560 человек. Почтовый индекс — 89675. Телефонный код — 3131. Занимает площадь 0,122 км². Код КОАТУУ — 2122782603.

## Известные уроженцы
- Чопей, Ласло (1856—1934) — закарпатский педагог, филолог, языковед, переводчик.
- Василий Дурдинец (род. 1937) — советский и украинский политический деятель.